# ۶ شعبان
۶ شعبان، ششمین روز از ماه شعبان در تقویم هجری قمری است.
در تقویم هجری قمری قراردادی این روز دویست و سیزدهمین روز سال است.